# GSC2214-1198
GSC2214-1198 — хімічно пекулярна зоря спектрального класу O, що має видиму зоряну величину в смузі V приблизно 10,5.
Вона  розташована на відстані близько 338,7 світлових років від Сонця.